# كريستيان سيلفا
كريستيان سيلفا (بالإنجليزية: Christian Silva)‏ (2 أغسطس 1989 في الولايات المتحدة - ) هو لاعب كرة قدم أمريكي في مركز الوسط. لعب مع Rochester Rhinos ‏ وKarlstad BK ‏ وVSI Tampa Bay FC ‏ وOcala Stampede ‏.

## وصلات خارجية
- كريستيان سيلفا على موقع قاعدة بيانات كرة القدم.إي يو (الإنجليزية)